# Högestad
Högestad är kyrkbyn i Högestads socken i Ystads kommun i Skåne, belägen strax väster om riksväg 19, mellan Ystad och Tomelilla. SCB avgränsade här en småort 2020
Här ligger Högestads kyrka och Högestads gods.